# Paula Fernandes
Paula Fernandes de Souza (Sete Lagoas, Minas Gerais, 28 de agosto de 1984) es una cantante, compositora de sertanejo y actriz brasileña. 
Comenzó a cantar desde pequeña, a los 10 años, lanzó su primer disco independiente, titulado Paula Fernandes. En esa época, realizó shows en fiestas y en salones de espectáculos de la ciudad y alrededores. Participó en programas de televisión y radio para divulgar su trabajo. Con 12 años de edad, Paula Fernandes se mudó con su familia a São Paulo y fue contratada por una compañía de rodeos, con la cual trabajó durante cinco años, viajando por todo Brasil como cantante. En la misma época, inspirada en el éxito de la novela Ana Raio e Zé Trovão, Paula lanzó su segundo disco, Ana Rayo, con un repertorio que priorizaba el cancionero popular de raíz. 
A los 22 años, Paula fue presentada al director Jayme Monjardim por el productor musical Marcus Viana, conocido por crear bandas sonoras de producciones como las novelas Pantanal y O Clone. El contrato resultó en la grabación del sencillo Ave Maria Natureza, una versión del Ave María de Schubert, tema central de la novela América. En ese mismo año lanzó su tercer disco, Canções do Vento Sul, por el sello Sonhos e Sons, con participación del grupo Sagrado Coração da Terra y el cantante Sérgio Reis, este en la música Sem Você. En dicho álbum, Paula ya mostraba su diversidad artística, con temas que pasaban por MPB, música pop, country, sertanejo entre otros. 
En 2008, Paula Fernandes fue contratada por Universal Music, que apostó a su talento con el disco Pássaro de Fogo, destacando composiciones como Meu eu em você y Pássaro de Fogo. 
A finales de 2010, Paula Fernandes grabó en São Paulo, en los Estudios Quanta, su primer DVD en vivo. El repertorio se conforma con canciones del disco Pássaro de Fogo y con participaciones especiales de íconos de la música brasilera como Leonardo, el dúo Victor & Leo, Marcus Viana y Almir Sater. Paula Fernandes Ao Vivo, lanzado en enero de 2011, además de vender más de un millón 700 mil copias, reafirmó su talento y vocalización. 
En mayo de 2012 lanzó su sexto álbum, Meus Encantos, que cuenta con la participación especial de Zé Ramalho. En menos de una semana, vendió más de 250 mil copias.
En 2018, actuó en la telenovela Deus Salve o Rei en el papel de Beatriz, Princesa de Lúngria.

## Biografía

### Vida antes de la fama
Paula Fernandes nació el 28 de agosto de 1984 en Sete Lagoas, estado de Minas Gerais. Comenzó a cantar con ocho años y lanzó su primer álbum independiente, en disco de vinilo, con apenas diez años de edad. A los doce años, se mudó a São Paulo, habiendo sido contratada por una compañía de rodeios, con el cual viajó por todo el país y donde tuvo la posibilidad de ganar mucha experiencia en el escenario.
En este período, la cantante se presentó en diversas fiestas y espectáculos organizados en su ciudad natal y en las inmediaciones. También participó en programas de radio y televisión, con el fin de exponer su talento. En Sete Lagoas, Paula se presentó en el programa de radio "Criança Esperança", obteniendo un éxito que la catapultó para la realización. de varios episodios de su propio programa "Paradão Sertanejo" de la Band Minas. Su segundo álbum, Ana Rayo, fue inspirado en la novela A História de Ana Raio e Zé Trovão.
Las dificultades en el curso artístico causaron que, con dieciocho años, la cantante desista de su carrera y vuelva a Minas Gerais. En la ciudad de Belo Horizonte, empezó a estudiar geografía y, paralelamente, cantaba en bares.

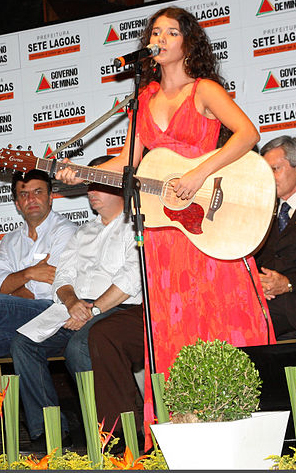
Fernandes presentándose en 2010.

### El éxito
Cuando se le pregunta sobre el machismo en el medio sertanejo y la dificultad de estabelecer su carrera por ese motivo, Paula dijo:

Hay prejuicios, sí, mas lo estamos venciendo. Vivimos en un tiempo más abierto, las cosas comienzan a cambiar. Mi carrera demoró en despegar a causa del machismo. A todos los lugares que fui, yo escuchaba: Oh, no, ¿otra mujer cantando? ¿Música romántica? No, no va a funcionar. Luego lanzé el disco y en pocos días la música más lenta ("Pássaro de Fogo") alcanzó 1 millón de visualizaciones en internet.

Después de grabar el éxito Ave Maria Natureza para la telenovela América, de la Rede Globo, lanzó un CD con diversos estilos musicales, aunque con un énfasis en la sertanejo romántico - Canções do Vento Sul. Por este álbum, fue nominada al Prêmio TIM de Música Brasileira de 2006, en la categoría de mejor cantante.
En 2007, junto con la orquesta Sagrado Coração da Terra del compositor Marcus Viana, Interpretó el tema musical de la novela Pantanal. A partir de este trabajo, Paula se consolidó como una cantante de bella voz, ecléctica (entre otras cosas, grabó canciones en inglés como "Dust in the Wind") y popular. La canción "Jeito de Mato", del álbum Pássaro de Fogo, se convirtió en el tema musical más popular de la novela Paraíso, Contextualizando y representando el amor como un sentimiento sublime entre los protagonistas. Paula también trabajó en la novela Escrito nas Estrelas, de la Rede Globo, cuyo tema de apertura es la regrabación de la canción "Quando a Chuva Passar", un éxito de la cantante Ivete Sangalo.  También otro trabajo importante de Paula fue la grabación a dúo, con el cantante Leonardo de la canción, "Tocando em Frente", de autoría de Almir Sater, para la novela Araguaia.
Además en 2009, participó de la Fiesta Nacional de Música, en donde cantó al lado de Kiko, guitarrista de KLB.
En octubre de 2010, Paula Fernandes grabó su primer DVD, conteniendo canciones inéditas y éxitos anteriores. Este trabajo, incluyó, también las participaciones especiales del dúo Victor & Leo y del cantante Leonardo. El DVD fue lanzado al público en enero de 2011.
En la Navidad de 2010, cantó para 700 mil personas, participando en el especial de fin de año del cantante Roberto Carlos, transmitido en vivo, desde la praia de Copacabana por la TV Globo. Y el día 31 de diciembre, ella fue una de las atracciones del Show da Virada de la Rede Globo.
En 2011, Paula participó en la banda sonora de la novela de las siete de la Rede Globo, Morde & Assopra, al ritmo de "Não Precisa", interpretada conjuntamente con el dúo Victor & Leo. Esta canción es una de las principales composiciones que forman parte del DVD Paula Fernandes: Ao Vivo. Fue vendido más de un millón de copias de este DVD, en apenas seis meses,dejando a Paula Fernandes en primer lugar, seguida por Ivete Sangalo con medio millón y Luan Santana con casi cuatrocientas mil copias vendidas.

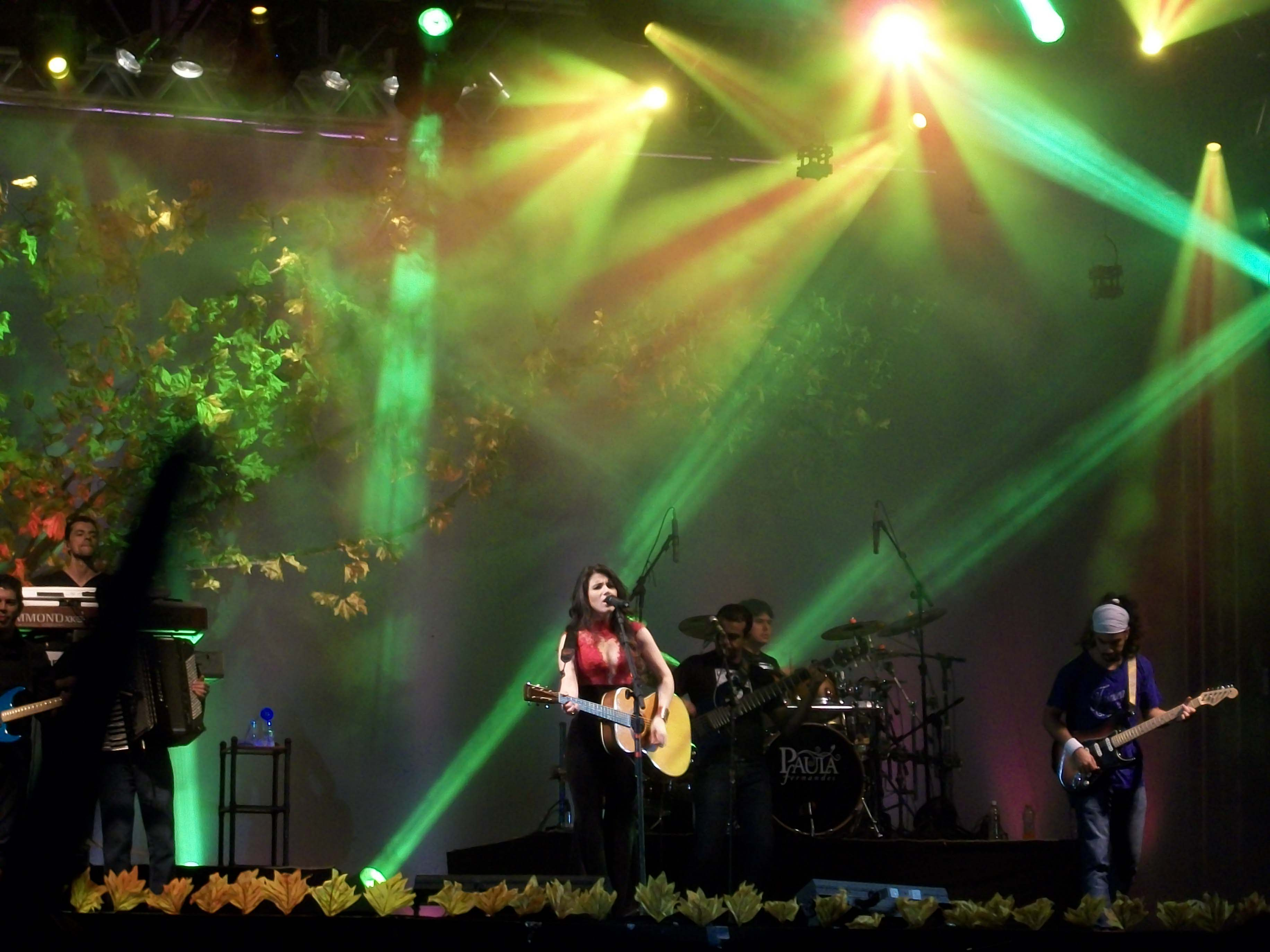
Paula Fernandes en un show en 2011

En 2011, Universal Music divulgó que Paula y Taylor Swift grabarían una canción a dúo que sería lanzado como CD bonus en el siguiente álbum de la cantante estadounidense, Speak Now World Tour Live, con fecha de estreno el 10 de enero en las tiendas. Paula creó la versión de Long Live en portugués de la letra original escrita por Taylor.
De acuerdo a la Revista Forbes en 2011, el último álbum de Paula Fernandes había vendido más de 1,5 millón de copias en Brasil, colaboró con Taylor Swift en el single lanzado el 3 de enero de 2012. Las ventas de discos en Brasil en el 2010 habían caído en un 13 por cientoː ya al siguiente año 2011, las ventas alcanzaron un buen nivel.
En septiembre de 2012, Paula Fernandes grabó una participación en la novela de las siete de la Rede Globo, Cheias de Charme. En la trama, ella participó de la entrega del premio DóRéMi. Siete meses después, en abril de 2013, fue a grabar una participación en la telenovela de las 9, Salve Jorge, transmitido por TV Globo. En la participación, la cantante cantó "Mineirinha Ferveu", éxito del álbum Meus Encantos, lanzado en 2012.
En enero de 2013, durante una entrevista, la cantante declaró que es seguidora de la doctrina espiritista, generando protestas y críticas de evangélicos en las redes sociales.
En un evento de la Polícia Federal de Brasil en el 2012, Paula Fernandes fue homenajeada con medallas y títulos de honra, convirtiéndose, así, en la "Musa e Madrinha" (Musa y Madrina) de la corporación.
Paula Fernandes tiene varias canciones en el top de las paradas musicais de Brasil y de Portugal. Una de los grandes motivos de su consagración en el mercado fonográfico internacional se da por las altas posiciones que sus canciones y singles ocupan en los sitios de música. Éxitos como "Eu sem Você", "Long Live", "Pássaro de Fogo", "Pra Você", "Barco de Papel", "Se o Coração Viajar", "Cuidar Mais de Mim", entre otras canciones de la artista, se posiocionan siempre, entre las más escuchadas en las radios.
Sus singles están constantemente en bandas sonoras de novelas globalesː con todo esto, Paula Fernandes ya tiene más de 10 canciones en bandas sonoras de telenovelas brasileras y portuguesas. En 2013, la Rede Globo lanzó el adelanto de Amor à Vida, teniendo el single "Um Ser Amor", de Paula Fernandes, como tema de la pareja principal de la novela. Debido al gran éxito de la novela, la canción se volvió una de las más escuchadas en Brasil, ocupando, luego de semana de estreno, la 6.ª posición. Aprovechando el buen momento de la canción, Paula y su discográfica lanzaron un EP con cuatro pistas adicionales, siendo, dos de ellas, exclusivas. El álbum llevó el nombre de "Um Ser Amor" y  vendió más de 100 000 copias en menos de 14 días,volviéndose el álbum brasileño más vendido en el primer semestre de 2013.

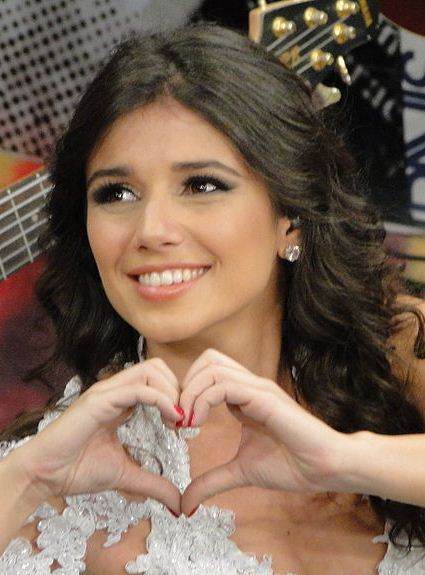
La cantante en 2011

En junio de 2013, Paula Fernandes grabó, en la ciudad de Río de Janeiro, su segundo DVD en vivo, con participaciones del dúo Zezé Di Camargo & Luciano, de Roberta Miranda y de la estadounidense Taylor Swift. El show fue grabado en una casa de shows en la zona oeste da cidade. Los 8 mil boletos puestos a la venta se agotaron en poco más de un mes, causando que Paula se emocione varias veces en el escenario a causa del cariño y amor demostrado por los fanes. El álbum fue lanzado en octubre de 2013, siendo considerado el DVD más esperado de 2013 y fue nominado al Grammy Latino de 2014, como mejor álbum de músca sertaneja (las inscripciones de la edición de 2013 del Grammy Latino fueron cerradas antes de la grabación del show).
En el 2020, lanzó su primer sencillo navideño, "Jingle Bell e Natal Rock", una versión brasileña del clásico Jingle Bell Rock, en colaboración con Guaraná Antarctica.

### Paula Fernandes: Ao Vivo
"Paula Fernandes: ao Vivo" es el primer álbum en vivo y el quinto de su carrera. Fue lanzado en 2011 y, a poco más de cinco meses de su lanzamiento, llegó a batir la marca de más de un millón y medio de discos vendidos en Brasil, de acuerdo con la Associação Brasileira dos Produtores de Discos, estuvo en el top 10 de los discos más vendidos de ese año en Brasil. También vendió 50 mil copias en Portugal, siendo certificado de oro por la Associação Fonográfica Portuguesa porque alcanzó la primera posición de ventas en el 2011 en ese país. El CD y DVD ya vendieron juntos 1 millón y 750 mil copias en Brasil. El día 10 de diciembre de 2011, fue lanzada una versión de luxe del álbum especialmente para iTunes Store Brasil conteniendo 2 pistas bonus (ambas en sus versiones de estudio).

### Carrera Internacional
Según Paula, una carrera internacional aún no es el enfoque en este momento, pero la cantante es solicitada por varios. empresarios en el exterior. Su gira mundial ya pasó por diversos países europeos, americanos y africanos. En 2012, Paula llevó más de 100 000 personas en uno de sus shows en Portugal.
La gira mundial "Meus Encantos" pasó por las principales ciudades europeas en 2012. En 2013, fue el turno de los Estados Unidos y del continente africano, en donde Paula llenó todas las casas de shows y estadios de fútbol en las que se presentó.
La gira tenía previsto el cierre para octubre de 2013, y su próxima gira, que se lanzaría poco después del final de la gira "Meus Encantos", ya tenía fechas confirmadas en el exterior con shows en Luxemburgo y Portugal en el año 2013. Existía también una gran expectativa para que Fernandes hiciera presentaciones en Australia y Argentina.

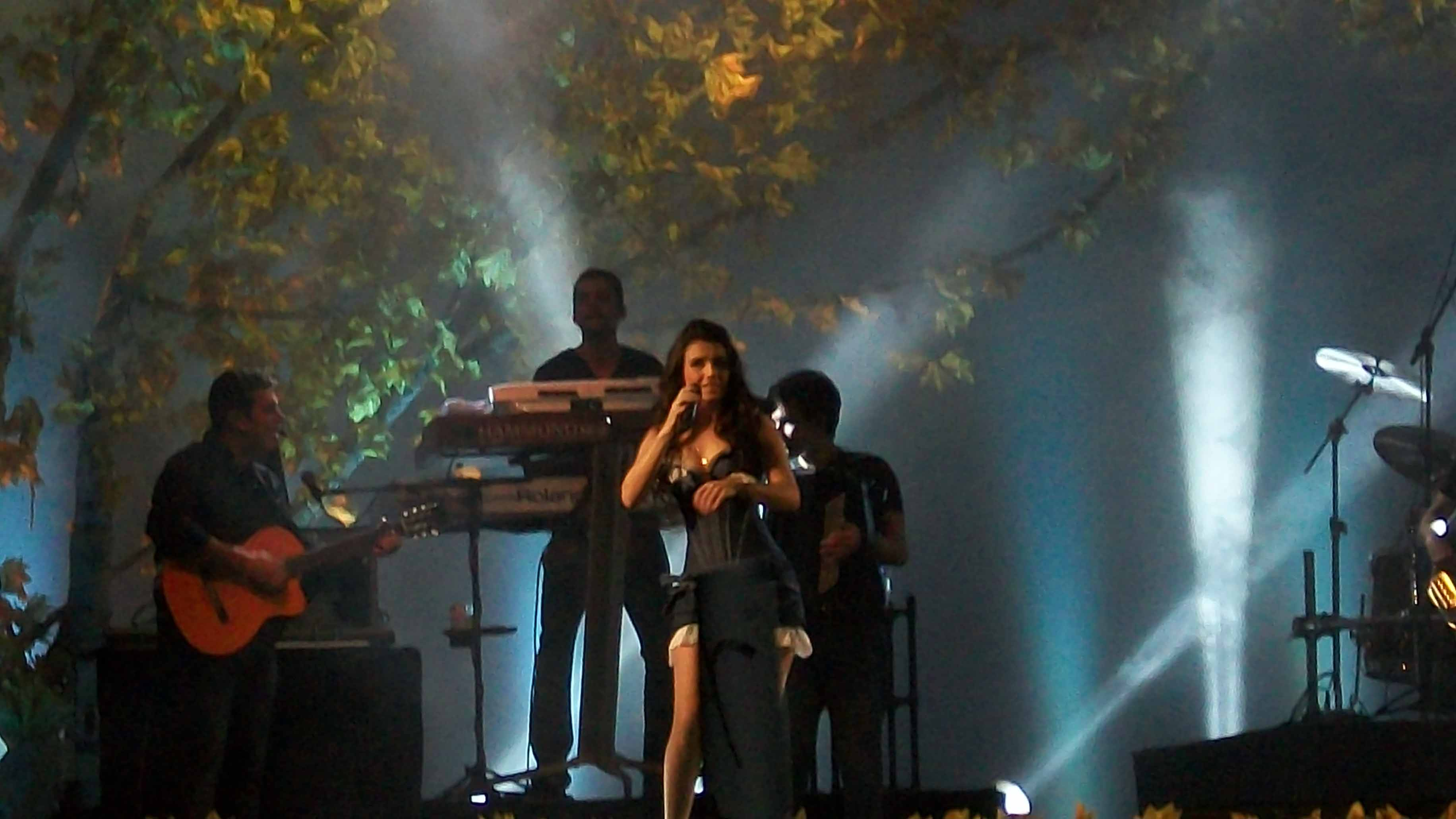
Paula Fernandes durante un show en 2011

El 27 de julio de 2013, se confirmó que un país más recibiría su nueva gira internacional: Inglaterra. Con esto, el nuevo show de Paula Fernandes pasaría inicialmente por Brasil, Portugal, Luxemburgo e Inglaterra y, ya en 2014, se tenía previsto algunos shows en Australia, Francia y Argentina.
El día 31 de marzo de 2012, el canal por suscripción Multishow transmitió el show de la gira "En Vivo" para más de 130 países, por televisión y por internet; el evento fue el más comentado en las redes sociales, llegando a estar en primer lugar de los asuntos más hablados de Twitter en el mundo.
Paula Fernandes tiene una carrera internacional sólida, con dúos internacionales con el colombiano Juanes y la estadounidense Taylor Swift, entre otros.
La colaboración con Juanes y Swift rindió y continúa rindiendo frutos positivos. Por ejemploː en diciembre de 2012, el cantante colombiano lanzó el single "Todo en Mi Vida Eres Tu" ("Tudo em minha vida é você", en portugués). Con Juanes, Paula también cantó en programas de televisión y en shows en Brasil. En señal nacional, Juanes dijo: "Eu estou apaixonado por você" (“Yo estoy enamorado de ti"). La declaración fue motivo de varios titulares al día siguiente en los principales sitios de internet. Y el dúo con Taylor Swift llegó a los primeros lugares durante meses en varias radios del continente americano. Las dos, juntas, desplazaron a la cantante Adele en itunes Brasil, llegando al primer lugar en downloads de la web. El clipe del single "Long Live" es uno de los más vistos de Paula en YouTube. Paula y Taylor cantaron juntas en Río de Janeiroː y elshow fue transmitido en un especial de la GVT.
En sus giras internacionales, realizó shows para más de 500 000 personas, pasando por más de 10 países todos los años. Estos sonː Italia, Reino Unido, Suiza, Brasil, Portugal, Estados Unidos, Luxemburgo, Angola, Cabo Verde, España, Argentina y Paraguay.

## Discografía

### Álbumes
Álbumes de estudio
- 2023: 11:11
- 2015: Amanhecer
- 2012: Meus Encantos
- 2009: Pássaro de Fogo
- 2007: Dust in the Wind
- 2005: Canções do Vento Sul

Álbumes en vivo y DVD
- 2011: Paula Fernandes: Ao Vivo
- 2011: Paula Fernandes: Ao Vivo en DVD
- 2013: Multishow ao Vivo: Paula Fernandes - Um Ser Amor
- 2013: Multishow ao Vivo: Paula Fernandes - Um Ser Amor en DVD
- 2016: Amanhecer Ao Vivo
- 2019: Origens
- 2023: 11:11

Álbumes de recopilación
- 2014: Encontros pelo Caminho

EPs
- 2013: Um Ser Amor
- 2019: Hora Certa

### Sencillos
- 2009: "Meu Eu em Você"
- 2009: "Pássaro de Fogo"
- 2009: "Jeito de Mato" (con Almir Sater)
- 2010: "Quando a Chuva Passar"
- 2011: "Pra Você"
- 2011: "Não Precisa" (con Victor & Leo)
- 2011: "Sensações"
- 2012: "Eu Sem Você"
- 2012: "Cuidar Mais de Mim"
- 2013: "Se o Coração Viajar"
- 2013: "Um Ser Amor"
- 2013: "Não Fui Eu"
- 2014: "Quem É"
- 2014: "You're Still the One" (con Shania Twain)
- 2015: "Pegando Lágrimas" (con Chitãozinho & Xororó)
- 2015: "Depois" (con Victor & Leo)
- 2015: "A Paz Desse Amor"
- 2016: "Piração"
- 2016: "Depende da Gente"
- 2016: "Olhos de Céu"
- 2017: "Traidor"
- 2018: "Beijo Bom"
- 2019: "Hora Certa"
- 2019: "Juntos" (con Luan Santana)
- 2019: "Não Te Troquei Por Ela" (con Gustavo Mioto)
- 2019: "Prometo" (con Kell Smith)
- 2021: "Promessinha"
- 2022: "Ainda Não Tô Pronta" (con Mari Fernandez)
- 2022: "Paredão" (con Zé Vaqueiro)
- 2022: "Me Ensina" (con Dilsinho)
- 2022:"Rebelde" (con Moderatto)
- 2022: "Tá Tudo Bem" (con Israel & Rodolffo)
- 2022: "Bloqueia Meu Zap"
- 2022: "Prioridades" (con Lauana Prado)
- 2023: "FDP" (con Tierry)
- 2023: "Tá De Mal Comigo"
- 2023: "Ciúmes Demais"

Colaboraciones
- 2011: "Meu Grito de Amor" (Eduardo Costa con Paula Fernandes)
- 2012: "I Loved You" (Daniel Boaventura con Paula Fernandes)
- 2012: "Long Live" (Taylor Swift con Paula Fernandes)
- 2012: "Hoy Me Voy" (Juanes con Paula Fernandes)
- 2012: "Criação Divina" (Zezé Di Camargo & Luciano con Paula Fernandes)
- 2013: "Se Tudo Fosse Fácil" (Michel Teló con Paula Fernandes)
- 2014: "Brazil" (Frank Sinatra con Paula Fernandes)
- 2014: “Humanos a Marte” (Chayanne con Paula Fernandes)
- 2016: “A Que No Me Dejas” (Alejandro Sanz con Paula Fernandes)
- 2016: "Dos Palabras" (Pablo López con Paula Fernandes)
- 2021: "Grande Amore" (Il Volo con Paula Fernandes)
- 2022: "Rebelde" (Moderatto con Paula Fernandes)